# Mühlhausen (Bad Elster)
Mühlhausen ist ein Ortsteil von Bad Elster im sächsischen Vogtlandkreis.

## Lage
Mühlhausen liegt nördlich von Bad Elster und südlich von Adorf südlich des Abzweiges der Straße nach Bad Elster von der B 92 direkt am Rauner Bach auf 496 m. Der Ort ist ein Waldhufendorf von 695 ha.
Möglicherweise lag die Wüstung Gütersreuth bei Mühlhausen.

## Geschichte

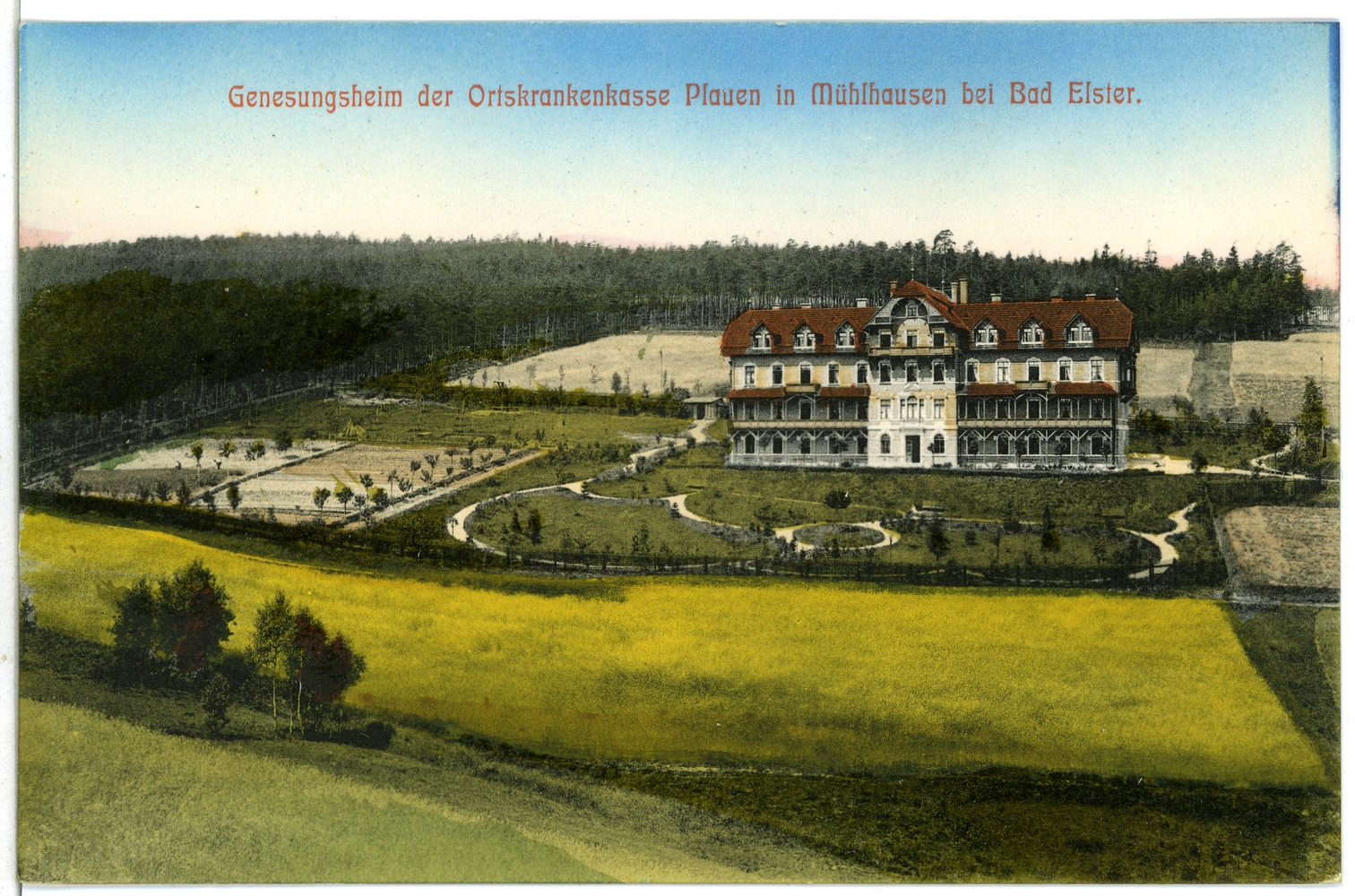
Genesungsheim in Mühlhausen

Mühlhausen wurde spätestens 1290 als Mulhusen ersterwähnt. Spätere Ortsnamensformen sind Mulhausen (1328), Molhusin (1378), Muͤlhawsen (1467) und Muehlhausen (1582).

### Verwaltungsgeschichte
1542 gehörte der Ort anteilig zu den Rittergütern Brambach, Jugelsburg und Erlbach sowie zum Deutschen Ritterorden zu Adorf. 1606 gehörten Anteile zum Rittergut Brambach und dem Rat zu Adorf, 1696 zum Rittergut Mühlhausen und 1764 war Mühlhausen Amtsdorf und anteilig den Rittergütern Jugelsburg und Mühlhausen zugehörig. Auch 1820 und 1875 ist ein Rittergut im Ort erwähnt. 1378 wurde der Ort vom castrum Voigtsberg aus verwaltet. Dessen Funktion übernahm später zunächst das Amt Voigtsberg und anschließend das Gerichtsamt, die Amtshauptmannschaft und dann der (Land-)Kreis Oelsnitz, bis dieser 1996 im Vogtlandkreis aufging.
Die selbständige Landgemeinde wurde 1994 nach Bad Elster eingemeindet. Schon für 1582 ist bekannt, dass der Ort nach Elster eingepfarrt ist.

### Einwohnerzahlen
1557 lebten in Mühlhausen 20 besessene Mann, 2 Gärtner und 5 Inwohner. 1764 waren es bereits 32 besessene Mann und 6 Häusler.
| Jahr          | 1834 | 1871 | 1890 | 1910 | 1925 | 1939 | 1946 | 1950 | 1964 | 1990 |
| ------------- | ---- | ---- | ---- | ---- | ---- | ---- | ---- | ---- | ---- | ---- |
| Einwohnerzahl | 357  | 532  | 558  | 546  | 530  | 474  | 613  | 541  | 433  | 296  |

1834 gab es 2 Katholiken im Ort. 1925 waren es 18, die einer evangelisch-lutherischen Mehrheit von 508 gegenüberstanden; 4 waren damals andersgläubig.

## Persönlichkeiten
- August Adler (1841–1916), Fotograf

## Belege
1. ↑  Mühlhausen (1) – HOV | ISGV. Abgerufen am 23. August 2023.